# Liste der Naturdenkmale in Deutschland
Die Liste der Naturdenkmale in Deutschland ist nach Bundesländern untergliedert. Der Schutz von Naturdenkmälern ist in § 28 Bundesnaturschutzgesetz (BNatSchG) und den Landesnaturschutzgesetzen verankert.

## Liste
- Liste der Naturdenkmale in Baden-Württemberg
- Übersicht der Listen von Naturdenkmälern in Bayern
- Liste der Naturdenkmale in Berlin
- Liste der Naturdenkmale in Brandenburg
- Bremen: keine Naturdenkmale ausgewiesen, Gesetz seit 2005 außer Kraft.[1][2]
- Liste der Naturdenkmale in Hamburg
- Liste der Naturdenkmale in Hessen
- Liste der Naturdenkmale in Mecklenburg-Vorpommern
- Liste der Naturdenkmale in Niedersachsen
- Liste der Naturdenkmale in Nordrhein-Westfalen
- Übersicht der Listen der Naturdenkmale in Rheinland-Pfalz
- Liste der Naturdenkmale im Saarland
- Liste der Naturdenkmale in Sachsen
- Liste der Naturdenkmale in Sachsen-Anhalt
- Liste der Naturdenkmale in Schleswig-Holstein
- Liste der Naturdenkmale in Thüringen